# Orgue de l'église du Très-Saint-Nom-de-Jésus
 (août 2024).
La mise en forme du texte ne suit pas les recommandations de Wikipédia : il faut le « wikifier ».
Les points d'amélioration suivants sont les cas les plus fréquents. Le détail des points à revoir est peut-être précisé sur la page de discussion.
- Les titres sont pré-formatés par le logiciel. Ils ne sont ni en capitales, ni en gras.
- Le texte ne doit pas être écrit en capitales (les noms de famille non plus), ni en gras, ni en italique, ni en « petit »…
- Le gras n'est utilisé que pour surligner le titre de l'article dans l'introduction, une seule fois.
- L'italique est rarement utilisé : mots en langue étrangère, titres d'œuvres, noms de bateaux, etc.
- Les citations ne sont pas en italique mais en corps de texte normal. Elles sont entourées par des guillemets français : « et ».
- Les listes à puces sont à éviter, des paragraphes rédigés étant largement préférés. Les tableaux sont à réserver à la présentation de données structurées (résultats, etc.).
- Les appels de note de bas de page (petits chiffres en exposant, introduits par l'outil «  Source ») sont à placer entre la fin de phrase et le point final[comme ça].
- Les liens internes (vers d'autres articles de Wikipédia) sont à choisir avec parcimonie. Créez des liens vers des articles approfondissant le sujet. Les termes génériques sans rapport avec le sujet sont à éviter, ainsi que les répétitions de liens vers un même terme.
- Les liens externes sont à placer uniquement dans une section « Liens externes », à la fin de l'article. Ces liens sont à choisir avec parcimonie suivant les règles définies. Si un lien sert de source à l'article, son insertion dans le texte est à faire par les notes de bas de page.
- La présentation des références doit suivre les conventions bibliographiques. Il est recommandé d'utiliser les modèles {{Ouvrage}}, {{Chapitre}}, {{Article}}, {{Lien web}} et/ou {{Bibliographie}}. Le mode d'édition visuel peut mettre en forme automatiquement les références.
- Insérer une infobox (cadre d'informations à droite) n'est pas obligatoire pour parachever la mise en page.

Pour une aide détaillée, merci de consulter Aide:Wikification.
Si vous pensez que ces points ont été résolus, vous pouvez retirer ce bandeau et améliorer la mise en forme d'un autre article.
L’orgue de l’église du Très-Saint-Nom-de-Jésus, à Montréal, dans le quartier Hochelaga-Maisonneuve, est un orgue Casavant constitué, à proprement parler, de deux instruments distincts, un orgue de tribune comportant 70 jeux et un orgue de chœur de 21 jeux. Les deux instruments sont commandés par deux consoles autonomes, mais coordonnées.

## Historique
L'orgue de Très-Saint-Nom-de-Jésus, inauguré en 1915, était à l'époque le plus important de Montréal et le dixième plus grand en Amérique. Conçu par la maison Casavant Frères, facteur d'orgues de Saint-Hyacinthe, il a fallu cinq wagons pour transporter les pièces jusqu'à Maisonneuve (ancienne appellation de la ville qui sera annexée à Montréal en 1918).
Toutefois, il ne s'agit pas du premier orgue de cette paroisse. En 1899, le curé Joseph-Avila Bélanger commande un orgue pour la chapelle de la paroisse. Celle-ci cédera sa place à l'imposante église aux allures de cathédrale où se trouve maintenant l'Opus 600 inauguré en 1915.
L'harmonisation finale fut confiée à une équipe sous la direction de Joseph-Claver Casavant, un des frères dirigeant la compagnie portant leur nom. Le buffet majestueux de l'orgue, d'une grande élégance, a été dessiné par l'architecte Joseph-Henri Caron (1877-1954) et réalisé par la maison Louis Caron & Fils, de Nicolet. C'est Toussaint-Xénophon Renaud, maître d'œuvre de la décoration de l'église, qui eut la tâche de le peindre.
Dès sa création, l'instrument récolte des éloges. Le plus grand organiste canadien de l'époque, Lynnwood Farnam (1885-1930) touche le clavier de l'Opus 600 le 5 juillet 1915, impressionné, il écrira aux frères Casavant:  « J'ai joué hier votre orgue opus 600 dans la grande église de Maisonneuve. Je tiens à vous écrire pour vous dire le plaisir que j'y ai pris...J'ajouterai seulement que l'équilibre et la finesse d'exécution sont partout apparents. » Farnam, titulaire de l’orgue de l’église épiscopalienne Emmanuel à Boston commandera en 1917 à Casavant Frères un modèle semblable.
Pour son inauguration officielle, le 22 octobre 1916, on fait appel à l’organiste belgo-américain Charles Courboin (1884-1973). Celui-ci était à l’époque rattaché à l’orgue du magasin Wanamaker de Philadelphie, le plus gros instrument au monde. Devenu plus tard titulaire à la célèbre église St. Patrick’s de New York, il reviendra parfois à Très-Saint-Nom-de-Jésus. Le concert qu’il donne le 3 septembre 1936 est transmis sur l’ensemble des réseaux radiophoniques d’Amérique du Nord, atteignant un auditoire potentiel de 35 millions de personnes.
D’autres célèbres organistes vinrent donner des concerts à Très-Saint-Nom-de-Jésus, attirés par la réputation enviable de son orgue, notamment Joseph Bonnet  titulaire à l’église Saint-Eustache à Paris, le 27 mai 1917, et Marcel Dupré ,,titulaire à l’église Saint-Sulpice, également à Paris, le 17 octobre 1922.
Dans les années 60, après Vatican II, suivant les changements à la liturgie et les nouvelles mentalités, s’ajoutant à la désaffection des églises par les fidèles, les orgues perdent de leur prestige et les paroisses n’ont plus les moyens de les entretenir. L’orgue de Très-Saint-Nom-de-Jésus n’échappe pas à cette hécatombe et cesse de fonctionner en 1972. L’organiste Sylvie Poirier (décédée en 2013) en sera alors la dernière titulaire.

## Restauration
En 1982, un comité du quartier Hochelaga-Maisonneuve, présidé par Jean-Yves Marsan, proposa de créer un organisme à but non lucratif pour la restauration de l’orgue,
Des experts furent consultés pour fournir un devis, le comité mis en place par Christopher Jackson et dont il faisait partie, était composé des organistes Gaston Arel, Pierre Grandmaison et Jacques Boucher.
L’organologue Massimo Rossi va entreprendre un examen complet de la tuyauterie. Un rapport sera par la suite rédigé par ce comité, qui va proposer, tout en préservant le côté patrimonial de l’instrument, de lui redonner une esthétique symphonique française et l’harmonisation chère au grand facteur français Aristide Cavaillé-Coll.
La réalisation du projet s’étalera sur près de 15 ans. Au cours de la première étape, en 1985-1986, les jeux du Grand orgue sont remis en état, de même que la console. Le manque de fonds impose alors une suspension des travaux jusqu’en 1995. Grâce à une importante mobilisation citoyenne, les étapes subséquentes peuvent alors être complétées : restauration des claviers de récit, positif et solo; restauration de l’orgue de chœur. La rénovation des jeux de pédale s’est faite progressivement au cours de ces phases. On ajoute aussi une deuxième console dans la nef, sur une plateforme mobile.
Il est à noter que la députée provinciale de la circonscription d’Hochelaga, Louise Harel, a travaillé d’arrache-pied pour réunir les fonds nécessaires à cette grande entreprise de restauration.
En 1985, on s'occupe du clavier de Grand orgue et de la console de tribune. Dix ans plus tard, on s'attaque progressivement aux autres claviers et, finalement, à l'orgue de chœur. Une deuxième console dans la nef, sur une plateforme mobile, est alors ajoutée.
Les travaux se terminent en 1999.
L’instrument comporte dorénavant 91 jeux dont 70 à l’orgue de la tribune et 21 à l'orgue de chœur.
Afin de célébrer cette grande réalisation, Régis Rousseau, le titulaire de l’orgue, va organiser le Festival Orgue et couleurs en 1999, mettant en vedette le nouvel instrument dans une série de concerts, de Matchs d’improvisation à l’orgue, le tout se poursuivant durant dix jours.
Pendant plus de onze ans, Orgue et couleurs sera un pôle de la vie culturelle de l’est de Montréal. À compter de l’été 2003, il se voit confier la présentation des Concerts populaires de Montréal. Année après année, leur succès ne s’est jamais démenti. La fermeture de l’église du Très-Saint-Nom-de-Jésus, en juin 2009, met en péril toutes ces entreprises musicales. À sa réouverture au culte le 24 décembre 2014, il faut se rendre à l’évidence que les orgues ont souffert des piètres conditions de conservation et une nouvelle restauration, beaucoup moins importante que la précédente, est effectuée en 2019.
En août 2018, la Société des orgues de Maisonneuve est fondée pour voir à la promotion et à l’entretien des orgues. Elle présente chaque année une saison de récitals, à laquelle s’ajoutent diverses activités d’animation culturelle.

## Composition de l’orgue de tribune[4],[23]
| Grand orgue           |
| Montre 16'            |
| Bourdon 16'           |
| Montre 8'             |
| Gambe 8'              |
| Salicional 8'         |
| Flûte harmonique 8'   |
| Bourdon 8'            |
| Prestant 4'           |
| Flûte douce 4'        |
| Doublette 2'          |
| Fourniture 2 2/3' VI  |
| Cymbale 2/3' IV       |
| Dessus de cornet 8' V |
| Bombarde 16'          |
| Trompette 8'          |
| Clairon 4'            |

| Récit                             |
| Bourdon 16'                       |
| Principal 8'                      |
| Bourdon 8'                        |
| Flûte harmonique 8'               |
| Viole de gambe 8'                 |
| Voix céleste 8'                   |
| Prestant 4'                       |
| Flûte octaviante 4'               |
| Nazard 2 2/3'                     |
| Octavin 2'                        |
| Cornet harmonique 2 2/3' II       |
| Plein jeu harmonique 2 2/3' III-V |
| Basson 16'                        |
| Trompette 8'                      |
| Hautbois 8'                       |
| Voix humaine 8'                   |
| Clairon 4'                        |

| Positif        |
| Quintaton 16'  |
| Montre 8'      |
| Prestant 4'    |
| Flûte douce 4' |
| Nazard 2 2/3'  |
| Doublette 2'   |
| Tierce 1 3/5'  |
| Larigot 1 1/3' |
| Plein jeu 1' V |
| Cromorne 8'    |

| Bombarde       |
| Flûte douce 8' |
| Dulciane 8'    |
| Unda maris 8'  |
| Flûte 4'       |
| Nazard 2 2/3'  |
| Cornet V       |
| Clarinette 8'  |
| Cor anglais 8' |
| Bombarde 16'   |
| Trompette 8'   |
| Clairon 4'     |

| Pédale              |
| Flûte 32'           |
| Flûte 16'           |
| Contrebasse 16'     |
| Soubasse 16'        |
| Flûte 8'            |
| Bourdon 8'          |
| Violoncelle 8'      |
| Flûte 4'            |
| Contre Bombarde 32' |
| Bombarde 16'        |
| Trompette 8'        |
| Clairon 4'          |

## Composition de l’orgue de chœur[4],[23]
| Chœur             |
| Bourdon 16'       |
| Montre 8'         |
| Bourdon 8'        |
| Prestant 4'       |
| Flûte conique 4'  |
| Doublette 2'      |
| Fourniture 1 1/3' |
| Trompette 8'      |
| Trémolo           |

| Écho              |
| Principal 8'      |
| Bourdon 8'        |
| Viole de gambe 8' |
| Gambe céleste 8'  |
| Octave 4'         |
| Flûte 4'          |
| Flautino 2'       |
| Cornet 2 2/3' II  |
| Hautbois 8'       |
| Musette 8'        |
| Trémolo           |

| Pédale                |
| Bourdon 16'           |
| Bourdon doux (CH) 16' |
| Bourdon 8'            |